# Britta Steffen
Britta Steffen (Schwedt, Brandeburgo, 16 de noviembre de 1983) es una nadadora alemana especialista en pruebas de velocidad. Steffen es plusmarquista mundial y campeona olímpica de los 50 y de los 100 metros libres en los Juegos Olímpicos de Pekín 2008 con un nuevo récord olímpico de 53,12 segundos.
Durante el campeonato mundial de natación de Roma, el 31 de julio de 2009, impuso una nueva marca mundial en los 100 metros libres al cronometrar 52,07 segundos, mejorando la previa marca de 52,22 segundos impuesta por ella misma cuatro días antes. También impuso una nueva marca mundial en la final los 50 metros libres el 2 de agosto de 2009 al cronometrar 23,73 segundos
Además de ser nadadora, Steffen estudia ingeniería y reside habitualmente en Berlín.

## Trayectoria
En 1999 ganó seis medallas de oro en los Campeonatos de Europa Junior. En ese momento se convirtió en la gran promesa de la natación alemana.
Steffen participó en los Juegos Olímpicos de Sídney 2000 y de Atenas 2004, pero solo en pruebas de relevos y sólo en las eliminatorias, no en las finales. Después de los Juegos de Atenas estuvo alejada de las piscinas. Decidió cambiar método de entrenamiento, bajo la dirección de su entrenador Norbert Warnatzsch.

### Budapest 2006
Su consagración llegó en los Campeonatos Europeos de Budapest en 2006, donde ganó cuatro medallas de oro (50 y 100 m libres, y relevos 4 x 100 y 4x200 m libres) y una de plata (4 x 100 m estilos), batiendo además tres nuevos récords del mundo.
El 31 de julio ganó el oro con el equipo alemán de relevos 4 x 100 m libres junto a Petra Dallmann, Daniela Goetz y Annika Liebs con 3:35,22, un nuevo récord mundial que batía el anterior en poder de las australianas desde Atenas 2004. Además en esta carrera Steffen hizo la posta más rápida de la historia con 52,66
El 2 de agosto se proclamó campeona europea de los 100 m libres con 53,30, rebajando en 12 centésimas el récord mundial anterior de la australiana Libby Lenton.
El 3 de agosto de nuevo ganó el oro en los relevos 4x200 m libres junto a sus compatriotas Petra Dallmann, Daniela Samulski y Annika Liebs, con 7:50,82, casi tres segundos menos que el récord anterior en poder de Estados Unidos desde Atenas 2004.
Por último, el 6 de agosto ganó el oro de los 50 m libres con una marca de 24,72 y además una plata con el equipo alemán de 4 x 100 m estilos, solo superadas por Gran Bretaña.

### Melbourne 2007
En los Campeonatos Mundiales de Melbourne 2007 logró la medalla de bronce en los 100 m libres 53,74 siendo superada por la australiana Libby Lenton (53,40) y por la holandesa Marleen Veldhuis (53,70). También ganó la medalla de plata con el equipo alemán de relevos 4x200 m libres que acabaron por detrás de Estados Unidos.

### Pekín 2008
En los Juegos Olímpicos de Pekín 2008, Brita Steffen partía como una de las grandes favoritas en la prueba de los 100 m libres, junto a la australiana y vigente plusmarquista mundial Libby Trickett (de soltera Lenton). En la final celebrada en 15 de agosto, Trickett hizo una gran salida y pasó en primera posición por los primeros 50 metros, mientras que Steffen era octava y última a casi un segundo de la australiana. Sin embargo en el último largo Steffen hizo una espectacular remontada y acabó llevándose la medalla de oro con una marca de 53,12 nuevo récord olímpico y europeo. Libby Trickett se llevó la medalla de plata con 53,16 y la estadounidense Natalie Coughlin el bronce con 53,39.
Posteriormente ganó el oro en la prueba de 50 metros libres tras otra espectacular remontada, imponiéndose sobre Dara Torres de Estados Unidos por 0,01 segundos con un tiempo de 24,06 segundos. 

### Roma 2009
En el Campeonato Mundial de Natación de 2009 celebrado en Roma (Italia) consiguió su primer campeonato del mundo en los 100 metros libres con un nuevo récord del mundo de 52,07 segundos. También obtuvo la medalla de plata en el relevo 4 x 100 libre como parte del equipo alemán integrado además por Daniela Samulski, Petra Dallmann y Daniela Schreiber; y medalla de bronce en el relevo 4 x 100 combinado integrado además por Daniela Samulski, Annika Mehlhorn y Sarah Poewe. El último día de la competencia se impuso en la prueba de los 50 metros libres, estableciendo un nuevo récord mundial de 23,73 segundos.